# Sphaeromyxa sevastopoli
Sphaeromyxa sevastopoli is een microscopische parasiet uit de familie Sphaeromyxidae. Sphaeromyxa sevastopoli werd in 1970 beschreven door Naidenova. 